# Whitney Houston (album)
Whitney Houston là album phòng thu đầu tay mang chính tên của ca sĩ người Mỹ Whitney Houston, phát hành ngày 14 tháng 2 năm 1985 bởi Arista Records. Sau khi xem Houston biểu diễn tại một hộp đêm ở Thành phố New York, chủ tịch của Arista lúc bấy giờ Clive Davis nhận thấy tiềm năng từ nữ ca sĩ và quyết định ký hợp đồng ghi âm với cô. Được thu âm trong hai năm 1983 và 1984, album có sự tham gia sản xuất của Kashif, Michael Masser, Narada Michael Walden và Jermaine Jackson, người cũng tham gia góp giọng trong hai bài hát "Nobody Loves Me Like You Do" và "Take Good Care of My Heart". Houston cũng hát lại "Saving All My Love for You" và "Greatest Love of All" do Masser sáng tác, trong đó bản nhạc sau từng được thu âm vào năm 1977 bởi George Benson với tên gọi "The Greatest Love of All", và là bài hát chủ đề cho bộ phim tiểu sử về Muhammad Ali năm 1977 The Greatest. Ngoài ra, bản song ca năm 1984 với Teddy Pendergrass "Hold Me" cũng được đưa vào đĩa nhạc.
Sau khi phát hành, Whitney Houston nhận được những phản ứng tích cực từ các nhà phê bình âm nhạc, những người ca ngợi chất giọng của Houston và gọi cô là một trong những nghệ sĩ mới xuất sắc nhất trong nhiều năm. Mặc dù không được giải Grammy đề cử cho Nghệ sĩ mới xuất sắc nhất do đã từng xuất hiện trong tác phẩm của nghệ sĩ khác trước đó và gây nên nhiều tanh cãi, album vẫn nhận được năm đề cử trong hai năm liên tiếp, bao gồm Album của năm tại lễ trao giải thường niên lần thứ 28. Whitney Houston cũng được đạt nhiều thành công vang dội về mặt thương mại, đứng đầu các bảng xếp hạng tại Úc, Canada, Ý, Na Uy và Thụy Điển, đồng thời vươn đến top 10 ở hầu hết những thị trường khác. Album trải qua 14 tuần không liên tiếp ở vị trí số một trên bảng xếp hạng Billboard 200 tại Hoa Kỳ và là album bán chạy nhất năm 1986 tại đây. Whitney Houston được chứng nhận 14 đĩa Bạch kim bởi Hiệp hội Công nghiệp Ghi âm Hoa Kỳ (RIAA), và là album đầu tiên của Houston đạt đĩa Kim cương.
Bảy đĩa đơn đã được phát hành từ Whitney Houston, bao gồm ba đĩa đơn quán quân trên bảng xếp hạng Billboard Hot 100—"Saving All My Love for You", "How Will I Know" và "Greatest Love of All"—khiến đĩa nhạc trở thành album đầu tay đầu tiên và album đầu tiên của một nghệ sĩ hát đơn nữ sản sinh ra ba đĩa đơn số một tại Hoa Kỳ. Ngoài ra, "Saving All My Love for You" cũng giúp Houston thắng giải Grammy đầu tiên trong sự nghiệp cho Trình diễn giọng pop nữ xuất sắc nhất, trong khi "Greatest Love of All" được đề cử cho Thu âm của năm. Để quảng bá album, nữ ca sĩ thực hiện hai chuyến lưu diễn US Summer Tour và The Greatest Love World Tour với 104 đêm diễn và đi qua khắp Bắc Mỹ, Châu Âu và Nhật Bản. Kể từ khi phát hành, Whitney Houston đã bán được hơn 25 triệu bản trên toàn cầu, trở thành album đầu tay bán chạy nhất của một nghệ sĩ nữ, cũng như là một trong những album bán chạy nhất mọi thời đại. Album còn lọt vào danh sách 500 album vĩ đại nhất mọi thời đại của Rolling Stone.

## Danh sách bài hát
| Whitney Houston – Phiên bản tiêu chuẩn | Whitney Houston – Phiên bản tiêu chuẩn                       | Whitney Houston – Phiên bản tiêu chuẩn               | Whitney Houston – Phiên bản tiêu chuẩn | Whitney Houston – Phiên bản tiêu chuẩn |
| STT                                    | Nhan đề                                                      | Sáng tác                                             | Sản xuất                               | Thời lượng                             |
| -------------------------------------- | ------------------------------------------------------------ | ---------------------------------------------------- | -------------------------------------- | -------------------------------------- |
| 1.                                     | "You Give Good Love"                                         | La La                                                | Kashif                                 | 4:37                                   |
| 2.                                     | "Thinking About You"                                         | Kashif La La                                         | Kashif                                 | 5:24                                   |
| 3.                                     | "Someone for Me"                                             | Raymond Jones Freddie Washington                     | Jermaine Jackson                       | 4:58                                   |
| 4.                                     | "Saving All My Love for You"                                 | Michael Masser Gerry Goffin                          | Masser                                 | 3:58                                   |
| 5.                                     | "Nobody Loves Me Like You Do" (song ca với Jermaine Jackson) | James P. Dunne Pamela Phillips                       | Jackson                                | 3:48                                   |
| 6.                                     | "How Will I Know"                                            | George Merrill Shannon Rubicam Narada Michael Walden | Walden                                 | 4:35                                   |
| 7.                                     | "All at Once"                                                | Jeffrey Osborne Masser                               | Masser                                 | 4:28                                   |
| 8.                                     | "Take Good Care of My Heart" (song ca với Jermaine Jackson)  | Peter McCann Steve Dorff                             | Jackson                                | 4:15                                   |
| 9.                                     | "Greatest Love of All"                                       | Linda Creed Masser                                   | Masser                                 | 4:51                                   |
| 10.                                    | "Hold Me" (song ca với Teddy Pendergrass)                    | Creed Masser                                         | Masser                                 | 6:00                                   |
| Tổng thời lượng:                       | Tổng thời lượng:                                             | Tổng thời lượng:                                     | Tổng thời lượng:                       | 46:54                                  |

| Whitney Houston – Phiên bản cao cấp kỷ niệm 25 năm (bản nhạc bổ sung) | Whitney Houston – Phiên bản cao cấp kỷ niệm 25 năm (bản nhạc bổ sung)                                                                                     | Whitney Houston – Phiên bản cao cấp kỷ niệm 25 năm (bản nhạc bổ sung) | Whitney Houston – Phiên bản cao cấp kỷ niệm 25 năm (bản nhạc bổ sung) |
| STT                                                                   | Nhan đề | Người phối lại                                                        | Thời lượng                                                            |
| --------------------------------------------------------------------- | --- | --------------------------------------------------------------------- | --------------------------------------------------------------------- |
| 11.                                                                   | "Thinking About You" (12" dance remix) | Bruce Forest                                                          | 7:16                                                                  |
| 12.                                                                   | "Someone for Me" (12" dance remix) | Alan "The Judge" Coulthard                                            | 7:24                                                                  |
| 13.                                                                   | "How Will I Know" (a cappella) | —                                                                     | 3:59                                                                  |
| 14.                                                                   | "How Will I Know" (12" dance remix) | John "Jellybean" Benitez                                              | 6:32                                                                  |
| 15.                                                                   | "Greatest Love of All" (trực tiếp tại Radio City Music Hall vào ngày 9 tháng 3 năm 1990, trong một buổi hòa nhạc kỷ niệm 15 năm thành lập Arista Records) |                                                                       | 7:06                                                                  |

| Whitney Houston – Phiên bản cao cấp kỷ niệm 25 năm (DVD kèm theo) | Whitney Houston – Phiên bản cao cấp kỷ niệm 25 năm (DVD kèm theo)                                         | Whitney Houston – Phiên bản cao cấp kỷ niệm 25 năm (DVD kèm theo) |
| STT                                                               | Nhan đề                                                                                                   | Thời lượng                                                        |
| ----------------------------------------------------------------- | --- | ----------------------------------------------------------------- |
| 1.                                                                | "Phỏng vấn Whitney Houston và Clive Davis"                                                                | 9:30                                                              |
| 2.                                                                | "Home" (trực tiếp từ The Merv Griffin Show vào ngày 23 tháng 6 năm 1983)                                  | 4:45                                                              |
| 3.                                                                | "I Am Changing" (trực tiếp từ Lễ kỷ niệm 10 năm thành lập Arista Records vào ngày 1 tháng 12 năm 1984)    | 4:52                                                              |
| 4.                                                                | "You Give Good Love" (trực tiếp từ Giải thưởng âm nhạc Soul Train lần thứ 1 vào ngày 23 tháng 3 năm 1987) | 4:17                                                              |
| 5.                                                                | "You Give Good Love" (video ca nhạc)                                                                      | 4:07                                                              |
| 6.                                                                | "Saving All My Love for You" (video ca nhạc)                                                              | 3:56                                                              |
| 7.                                                                | "How Will I Know" (video ca nhạc)                                                                         | 4:31                                                              |
| 8.                                                                | "Greatest Love of All" (video ca nhạc)                                                                    | 4:52                                                              |

| Whitney Houston – Phiên bản tại Nhật Bản và Liên Xô (ấn phẩm tại Liên Xô không bao gồm "Hold Me") | Whitney Houston – Phiên bản tại Nhật Bản và Liên Xô (ấn phẩm tại Liên Xô không bao gồm "Hold Me") | Whitney Houston – Phiên bản tại Nhật Bản và Liên Xô (ấn phẩm tại Liên Xô không bao gồm "Hold Me") | Whitney Houston – Phiên bản tại Nhật Bản và Liên Xô (ấn phẩm tại Liên Xô không bao gồm "Hold Me") | Whitney Houston – Phiên bản tại Nhật Bản và Liên Xô (ấn phẩm tại Liên Xô không bao gồm "Hold Me") |
| STT                                                                                               | Nhan đề                                                                                           | Sáng tác                                                                                          | Sản xuất                                                                                          | Thời lượng                                                                                        |
| ------------------------------------------------------------------------------------------------- | ------------------------------------------------------------------------------------------------- | ------------------------------------------------------------------------------------------------- | ------------------------------------------------------------------------------------------------- | ------------------------------------------------------------------------------------------------- |
| 1.                                                                                                | "How Will I Know"                                                                                 | George Merrill Shannon Rubicam Narada Michael Walden                                              | Walden                                                                                            | 4:35                                                                                              |
| 2.                                                                                                | "All at Once"                                                                                     | Jeffrey Osborne Masser                                                                            | Masser                                                                                            | 4:28                                                                                              |
| 3.                                                                                                | "Take Good Care of My Heart" (song ca với Jermaine Jackson)                                       | Peter McCann Steve Dorff                                                                          | Jackson                                                                                           | 4:15                                                                                              |
| 4.                                                                                                | "Greatest Love of All"                                                                            | Linda Creed Masser                                                                                | Masser                                                                                            | 4:51                                                                                              |
| 5.                                                                                                | "Hold Me" (song ca với Teddy Pendergrass)                                                         | Creed Masser                                                                                      | Masser                                                                                            | 6:00                                                                                              |
| 6.                                                                                                | "You Give Good Love"                                                                              | La La                                                                                             | Kashif                                                                                            | 4:37                                                                                              |
| 7.                                                                                                | "Thinking About You"                                                                              | Kashif La La                                                                                      | Kashif                                                                                            | 5:24                                                                                              |
| 8.                                                                                                | "Someone for Me"                                                                                  | Raymond Jones Freddie Washington                                                                  | Jermaine Jackson                                                                                  | 4:58                                                                                              |
| 9.                                                                                                | "Saving All My Love for You"                                                                      | Gerry Goffin Michael Masser                                                                       | Masser                                                                                            | 3:58                                                                                              |
| 10.                                                                                               | "Nobody Loves Me Like You Do" (song ca với Jermaine Jackson)                                      | James P. Dunne Pamela Phillips                                                                    | Jackson                                                                                           | 3:48                                                                                              |
| Tổng thời lượng:                                                                                  | Tổng thời lượng:                                                                                  | Tổng thời lượng:                                                                                  | Tổng thời lượng:                                                                                  | 47:23                                                                                             |

## Xếp hạng
| Bảng xếp hạng (1985–1986)                | Vị trí cao nhất |
| ---------------------------------------- | --------------- |
| Album Úc (Kent Music Report)             | 1               |
| Album Áo (Ö3 Austria)                    | 9               |
| Canada Top Albums/CDs (RPM)              | 1               |
| Album Hà Lan (Album Top 100)             | 5               |
| Album Phần Lan (Musiikkituottajat)       | 2               |
| Album Châu Âu (Music & Media)            | 3               |
| Album Đức (Offizielle Top 100)           | 2               |
| Album Ý (Musica e dischi)                | 1               |
| Album Nhật Bản (Music Labo)              | 4               |
| Album New Zealand (RMNZ)                 | 3               |
| Album Na Uy (VG-lista)                   | 1               |
| Album Thụy Điển (Sverigetopplistan)      | 1               |
| Album Thụy Sĩ (Schweizer Hitparade)      | 2               |
| Album Anh Quốc (OCC)                     | 2               |
| Album Anh quốc Dance (Music Week)        | 2               |
| Album Hoa Kỳ Billboard 200               | 1               |
| Album Hoa Kỳ Top R&B/Hip-Hop (Billboard) | 1               |

| Bảng xếp hạng (1985)                | Vị trí |
| ----------------------------------- | ------ |
| Album Canada (RPM)                  | 30     |
| Album New Zealand (RMNZ)            | 26     |
| Hoa Kỳ Top Pop Albums (Billboard)   | 29     |
| Hoa Kỳ Top Black Albums (Billboard) | 4      |
| Bảng xếp hạng (1986)                | Vị trí |
| Album Úc (Kent Music Report)        | 1      |
| Album Áo (Ö3 Austria)               | 17     |
| Album Canada (RPM)                  | 1      |
| Album Hà Lan (Album Top 100)        | 8      |
| Album Châu Âu (Music & Media)       | 4      |
| Album Đức (Offizielle Top 100)      | 4      |
| Album New Zealand (RMNZ)            | 3      |
| Album Thụy Sĩ (Schweizer Hitparade) | 1      |
| Album Anh Quốc (Music Week)         | 5      |
| Album Anh Quốc Disco (Music Week)   | 5      |
| Hoa Kỳ Top Pop Albums (Billboard)   | 1      |
| Hoa Kỳ Top Black Albums (Billboard) | 1      |
| Bảng xếp hạng (1987)                | Vị trí |
| Album Canada (RPM)                  | 78     |
| Album Châu Âu (Music & Media)       | 76     |
| Album New Zealand (RMNZ)            | 36     |
| Hoa Kỳ Top Pop Albums (Billboard)   | 29     |
| Bảng xếp hạng (2012)                | Vị trí |
| Hoa Kỳ Billboard 200                | 198    |

| Bảng xếp hạng (1980–1989)    | Vị trí |
| ---------------------------- | ------ |
| Album Úc (Kent Music Report) | 5      |

| Bảng xếp hạng             | Vị trí |
| ------------------------- | ------ |
| Hoa Kỳ Billboard 200      | 11     |
| Hoa Kỳ Billboard 200 (Nữ) | 6      |

## Chứng nhận
| Quốc gia | Chứng nhận   | Số đơn vị/doanh số chứng nhận |
| --- | ------------ | ----------------------------- |
| Úc (ARIA) | 5× Bạch kim  | 350,000                       |
| Áo (IFPI Áo) | Bạch kim     | 50.000*                       |
| Bỉ (BEA) | Vàng         | 25.000*                       |
| Brasil (Pro-Música Brasil) | —            | 250,000                       |
| Canada (Music Canada) | Kim cương    | 1.000.000^                    |
| Đan Mạch (IFPI Đan Mạch) | Vàng         | 50.000^                       |
| Phần Lan (Musiikkituottajat) | Vàng         | 29,109                        |
| Pháp (SNEP) | Vàng         | 100.000*                      |
| Đức (BVMI) | Bạch kim     | 500.000^                      |
| Hồng Kông (IFPI Hồng Kông) | Bạch kim     | 20.000*                       |
| Ý (FIMI) | Bạch kim     | 250,000                       |
| Hà Lan (NVPI) | Bạch kim     | 100.000^                      |
| New Zealand (RMNZ) | 2× Bạch kim  | 30.000^                       |
| Na Uy (IFPI) | Bạch kim     | 100,000                       |
| Nam Phi (RISA) | Vàng         | 25.000*                       |
| Thụy Điển (GLF) | 2× Bạch kim  | 200.000^                      |
| Thụy Sĩ (IFPI) | Bạch kim     | 50.000^                       |
| Anh Quốc (BPI) | 4× Bạch kim  | 1.200.000^                    |
| Hoa Kỳ (RIAA) | 14× Bạch kim | 14.000.000‡                   |
| Tổng hợp |              |                               |
| Toàn cầu | —            | 25,000,000                    |
| * Chứng nhận dựa theo doanh số tiêu thụ. ^ Chứng nhận dựa theo doanh số nhập hàng. ‡ Chứng nhận dựa theo doanh số tiêu thụ và phát trực tuyến. |              |                               |